# Simenchelyidae
Simenchelyidae zijn een familie van straalvinnige vissen uit de orde van Palingachtigen (Anguilliformes).

## Taxonomische status
Simenchelyidae staat volgens ITIS geklasseerd als ongeldig junior synoniem en wordt dusdanig niet meer gebruikt en is niet meer dan een synoniem van de subfamilie Simenchelyinae, die tot de familie Synaphobranchidae behoort.  